# Парано
Пара̀но (на италиански: Parrano) е село и община в Централна Италия, провинция Терни, регион Умбрия. Разположено е на 441 m надморска височина. Населението на общината е 600 души (към 2010 г.).